# 格拉奇爾山

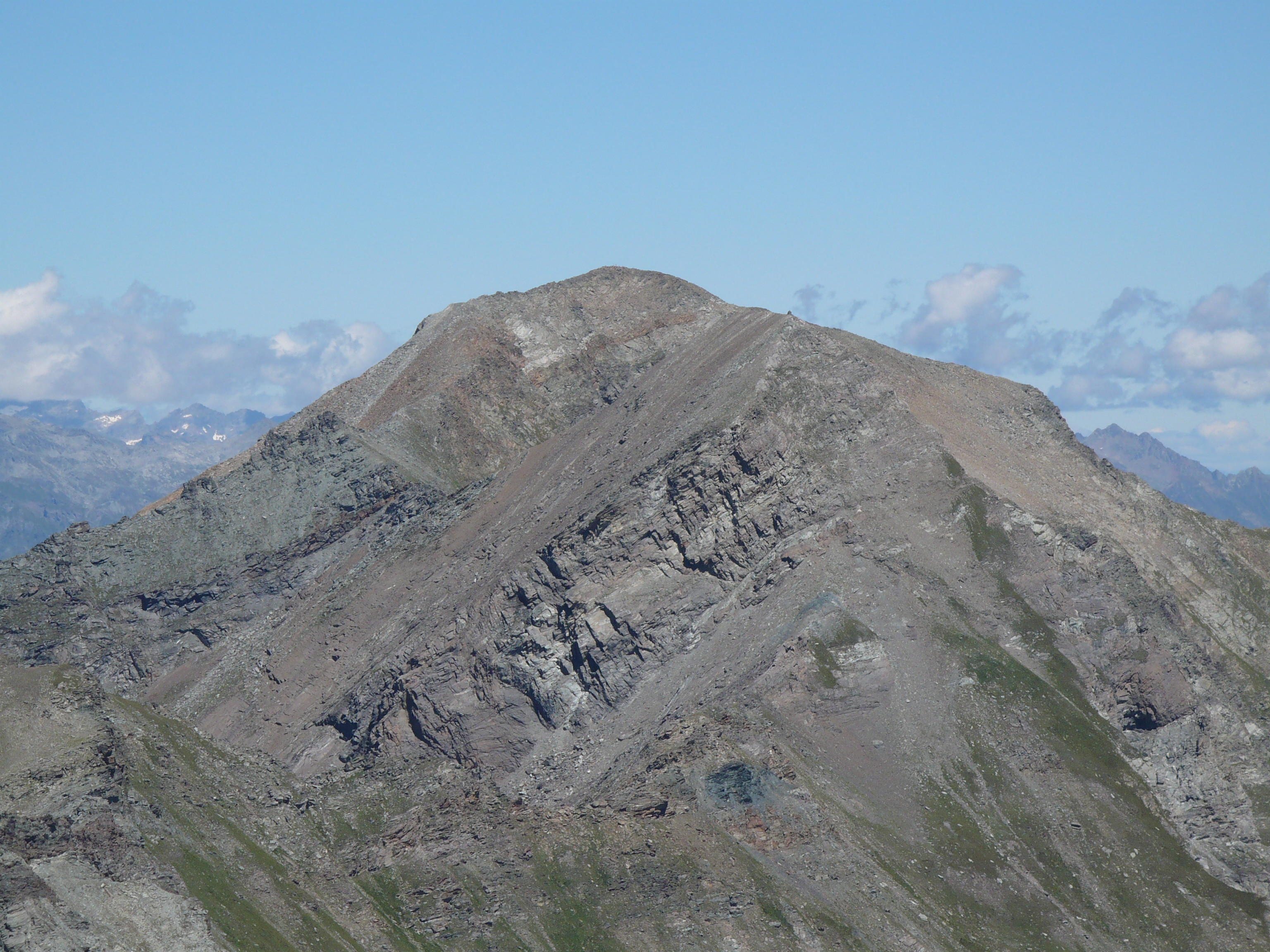

45°37′54″N 7°32′22″E / 45.63167°N 7.53944°E
格拉奇爾山（義大利語：Mont Glacier），是意大利的山峰，位於該國西北部，由瓦萊達奧斯塔大區負責管轄，屬於格拉耶山的一部分，海拔高度3,185米，每年平均降雨量1,358毫米。